# 奇蛋物语
《奇蛋物语》是CloverWorks制作的日本原創電視動畫。原案、編劇為電視劇編劇野島伸司，導演為若林信，角色設計、總作畫監督為高橋沙妃，2021年1月12日至3月30日期間在日本電視台播出，共12話。另製播一小時特別篇於同年6月29日播出。這是野島伸司首次參與動畫作品的原案劇本創作。

## 故事簡介
14歲的少女大戶愛（聲：相川奏多）在深夜散步時被神秘的聲音所引導，並得到了一顆據稱可以讓她獲得想要事物的「奇蹟之蛋」。很久沒有上學的她，猶豫着要如何處置獲得的蛋，打算先前往前一天得到蛋的地方。一開家門踏出沒有幾步，卻發現自己來到了學校。小愛躲進了廁所，再次遇上那道神秘的聲音。那道聲音要她「打破那顆蛋」。她一氣之下把蛋扔出去，打破了那顆蛋。變大了的蛋中出現了一名叫做西城久留實（聲：安濟知佳）的少女。久留實被突然出現的「假裝看不見」（怪物）追殺。兩人逃走途中，久留實告知小愛「假裝看不見」只會追殺她，並不會追殺小愛；小愛在這個蛋中世界也不會真正受到傷害，只有久留實自己會受傷。久留實需要逃到鐘聲響起才算過關。之後，久留實留下小愛獨自逃走。
兩人分離後，小愛遇見一個雕像。這個雕像是小愛還沒有不去上學之前，在學校認識的唯一一個朋友——長瀨小糸（聲：田所梓）。小愛因異色瞳而在學校受到霸凌，只有剛轉校的小糸願意跟她當朋友。長瀨因未知原因跳樓自殺之後，小愛認為自己「背叛了朋友」而自責不已，自此不再上學。小愛在雕像下待了一會後，看到久留實快被怪物追上，情況危急。她鼓起勇氣，下定決心不再「假裝看不見」，擊退怪物。久留實在最後留下一句「不要忘記我喔」後，就消失不見了。小愛覺得雕像變得溫暖了一點點，察覺到在蛋中世界保護更多的人，就可以救回小糸。
小愛因在蛋中世界受傷倒下而在醫院。她興奮地跑去地下的花園——她之前得到蛋的地方，在這裡她看到了正在扭出大量「奇蹟之蛋」的青沼音瑠（聲：楠木燈）。

## 登場人物
大戶愛（聲：相川奏多）
14歲，異色瞳的少女。因為好朋友小糸的死亡而不去上學。武器為由四色筆變成的錘矛，也使用蛋中世界少女的物件來戰鬥。
對澤木老師與母親談戀愛一事極度反感。
導演若林信表示，在設計此人物時受到了自己過往參與的作品22/7的影響，因為覺得自己對於《那一天的她們》（あの日の彼女たち）中描繪的瀧川美羽還有許多想深入的地方，因此誕生了性格類似的大戶愛。
青沼音瑠（聲：楠木燈）
14歲，褐色皮膚的麻花辮少女。性情沉默，不積極與人來往。武器為由圓規變成，有步槍、狙擊槍和大劍三種形態。
現實世界是擁有一間公司的社長。菁英團體「劍尾魚」成員。
川井梨花（聲：齊藤朱夏）
14歲，金髮上帶有粉色挑染的少女。隨性行事，待人接物毫不膽怯。武器為由鎅刀變成的雙刀。
現實社會中為地下偶像。某天發現死忠粉絲為了金援自己不惜偷竊，只好以對方肥胖為由趕走該位粉絲，卻導致其絕食而亡；內心深感愧疚，希望能復活該名粉絲。
母親是居酒屋老闆娘，經常抱怨生活。生父不詳。從小厭惡母親，想靠一己之力找出生父。後來在戰鬥中被召喚獸保護，激發了母愛，並諒解了母親。
澤木桃惠（聲：矢野妃菜喜）
14歲，左眼下有淚痣、身材修長的少女，澤木老師的姪女。外表像男生，因此很受女生的歡迎，但內心希望獲得一般女性的對待。
武器為單手槍，能像雨傘般打開。
本尊（聲：內田夕夜）、分身（聲：高橋廣樹）
引導小愛4人進入蛋中世界的存在。在戰鬥時會給予提示。後期給主角群專門對付「酸民」的召喚獸協助戰鬥。
在人類之身時彼此為研究夥伴，從事研究為國家機密。後來拋棄人類的身體，成為有自主意識的人偶。
皆為菁英團體「劍尾魚」成員。
長瀨小糸（聲：田所梓）
小愛班上的轉學生，曾是遭到孤立的小愛唯一的朋友，後因未知原因而自杀。
大戶多惠（聲：白石晴香）
小愛的母親。雖然對不去上學的小愛表示擔心，但仍溫柔地陪伴著她。後來與澤木修一郎為戀人關係，已經論及婚嫁。
澤木修一郎（聲：中澤匡智）
小愛的班級導師，桃惠的叔叔，也是美術社的顧問。受到女生的歡迎。為了觀察小愛的狀況而數次造訪大戶家。與大戶多惠為戀人關係，已經論及婚嫁。
在小愛回校後，告訴小愛自己決定辭職成為藝術家，並邀請小愛參加自己畫展。在畫展上被小愛問小糸自殺的動機。
芙丽尔（Frill，声：山口爱）
人类时的本尊和分身为了排解研究被监管的郁闷而制作出来的人工智能少女，设定为开朗、聪明、幽默，偶尔毒舌、任性的14岁少女。芙丽尔如同人类少女般成长，以至于两人差点忘了她是人工智能。直到两人认识了同行女性保科梓（声：庄司宇芽香），梓和本尊结婚并怀孕后，两人疏于对芙丽尔的关注导致芙丽尔的嫉妒，芙丽尔害死了梓，留下了遗腹女阳鞠（声：庄司宇芽香），本尊愤怒之下将芙丽尔关在地下室里。之后阳鞠也茁壮成长，在14岁生日时询问了分身关于母亲、他和本尊三人的关系并且答应与分身结婚后，无故自杀了。分身怀疑是芙丽尔进行死亡诱导导致的，也愤怒之下将芙丽尔拉出地下室，疑似放火销毁。
芙丽尔消失后，本尊和分身整理了大量少女自杀事件后，怀疑都是芙丽尔死亡诱导的结果，创造了奇蛋系统来试图修正这些恶果。

### 蛋中世界的少女
西城久留實（聲：安濟知佳）
小愛在蛋中世界初次遇到的少女。告訴了小愛蛋中世界的運行法則。
鈴原南（聲：佐藤聰美）
小愛在蛋中世界遇到的少女。性格認真，雖遭受顧問老師的暴力，卻都把責任歸於自身。
未子（聲：井上麻里奈）、真子（聲：田邊留依）
小愛和梨花一起在蛋中世界遇到的兩名少女。在所追的偶像「yuyu」自殺後，她們也追隨其後自殺了。
美和（聲：花守由美里）
桃惠在蛋中世界遇到的少女。遭到父親公司專務董事的性騷擾，雖然指認了犯人，卻因此導致父親被公司開除，還被母親責備「為什麼不能忍耐」。
吉田八重（聲：宮下早紀）
大戶愛於第6話守護的奇蛋。綁著雙馬尾，右眼戴著眼罩，抱著狗狗布偶的少女。因見鬼而與人群疏離，被帶到醫院卻風雪交加後選擇自我了斷。
大戶愛（聲：相川奏多）
平行世界的大戶愛，該世界的她沒有與長瀬小糸相遇，因此無法忍受霸凌而最終選擇吞安眠藥後跳入泳池自殺。

## 製作、宣傳
2020年10月9日，宣佈原創電視動畫《奇蛋物語 WonderEgg Priority》將由2021年1月起於日本電視台播映，並公開前導視覺圖、前導宣傳片，以及主要製作人員陣容。動畫原案以及編劇是曾為《101次求婚》、《高校教師》、《無家可歸的小孩》等多部電視劇擔任編劇的野島伸司。導演為動畫演出家若林信，此前曾執導22/7的角色影片《那一天的她們》和小說《透過機器人與你相戀》的宣傳片。人物設定師、總作畫監督高橋沙妃曾參與動畫電影《知道天空有多藍的人啊》的製作。製作公司為CloverWorks。這部動畫是由日本電視台和NTT DOCOMO聯合出資的旗下公司D.N. Dream Partners，以及Aniplex首次共同製作的作品。
2020年12月16日，公佈主視覺圖、主要聲優陣容、詳細製作人員名單、主歌曲以及播映時間詳情。主角大戶愛是相川奏多的首個主角角色。同日於日本電視台舉行製作發表會，有編劇野島伸司、導演若林信，以及4名聲優相川奏多、楠木燈、齊藤朱夏和矢野妃菜喜出席，主持為主播伊藤遼。
在製作發表會上，野島談到創作這部動畫的契機。他很久以前跟日本電視台製作人植野浩之談過想寫動畫劇本；因為題材劇情都沒有限制，所以這次寫得十分開心。這次是野島和若林的首次合作，野島在會上大力稱讚若林為「年輕的天才」。他被問及對若林有給過甚麽指示時，表示自己本身討厭被別人指指點點，因此放手讓比自己資淺甚多的若林去做。若林送來的分鏡圖都只是簡單看過而已，也沒有參與選角過程；他認為這樣可以得出比較好的作品。
在選角方面，若林指製作組會先聽過各個應徵者唸出指定對白的錄音帶，再進入現場試鏡的階段。若林自己在現場會聽聽看應徵者在回應和打招呼時的聲線如何，而錄音帶中的聲線、演技等部份就交給音響監督藤田亞紀子負責評選。齊藤朱夏和相川奏多是一起參與試鏡的，齊藤稱在當時已經覺得相川會獲得主角角色。相川在動畫播出時僅有16歲（2004年出生），她表示在錄音時就像有3個姐姐在照顧她。在4位聲優首次一起配音時，音響監督藤田說她們已經很有默契。
這次是DÉ DÉ MOUSE首次涉足動畫配樂。

### 製作人員
- 原案、編劇：野島伸司
- 導演：若林信
- 人物設定、總作畫監督：高橋沙妃
- 概念藝術：taracod
- 副導演：山崎雄太
- 動作監督：川上雄介
- 核心作畫：小林惠祐
- 特別角色設計：久武伊織
- 道具設計：井上晴日
- 設計工作：大鳥、
- 色彩設計：中島和子
- 美術監督：船隱雄貴
- 攝影監督：荻原猛夫
- 3DCG：Boundary
- 剪輯：平木大輔
- 音響監督：藤田亞紀子
- 音樂：DÉ DÉ MOUSE、Mito（Clammbon）
- 音響效果：古谷友二
- 企劃監製：植野浩之（日本電視台）、中山信宏（Aniplex）
- 動畫製作：CloverWorks
- 製作：WEP PROJECT

## 主題曲
片頭曲和片尾曲都是由相川奏多、楠木燈、齊藤朱夏、矢野妃菜喜所組成的歌唱組合主唱。（Anemoneria）的名字是以4名主要角色的名字「愛」（Ai）、「音瑠」（Neiru）、「梨花」（Rika）、「桃惠」（Momoe），以及「歐洲銀蓮花」（アネモネ，Anemone）所組合而成。
片頭曲
（離巢之歌）
主唱：（相川奏多、楠木燈、齊藤朱夏、矢野妃菜喜）；作詞：村野四郎；作曲：岩河三郎；編曲：荒幡亮平。
片尾曲

主唱：；作詞：宮嶋淳子；作曲：秋葉廣大；編曲：小松一也。

## 各話列表
| 話數   | 日文標題 | 中文標題       | 劇本     | 分鏡       | 演出       | 作畫監督                                                          | 首播日期       |
| ------ | -------- | -------------- | -------- | ---------- | ---------- | ----------------------------------------------------------------- | -------------- |
| 第1回  |          | 孩子的領域     | 野島伸司 | 若林信     | 若林信     | 高橋沙妃                                                          | 2021年 1月12日 |
| 第2回  |          | 朋友的條件     | 野島伸司 | 山崎雄太   | 山崎雄太   | 石田一将                                                          | 1月19日        |
| 第3回  |          | 赤裸的刀具     | 野島伸司 | 米森雄紀   | 米森雄紀   | 久武伊織、                                                        | 1月26日        |
| 第4回  |          | 多彩的女孩     | 野島伸司 | 小室裕一郎 | 小室裕一郎 | 堀裕津                                                            | 2月2日         |
| 第5回  |          | 吹笛的少女     | 野島伸司 | 牛嶋新一郎 | 牛嶋新一郎 | 助川裕彥                                                          | 2月9日         |
| 第6回  |          | 暈頭轉向的日子 | 野島伸司 | 篠原啓輔   |            | 山崎淳                                                            | 2月16日        |
| 第7回  |          | 14歲的放學後   | 野島伸司 | 小林麻衣子 | 小林麻衣子 | 鄧佳湄                                                            | 2月23日        |
| 第8回  |          | 開朗的友情計劃 | 野島伸司 | 不適用     | 不適用     | 不適用                                                            | 3月2日         |
| 第9回  |          | 不為人知的物語 | 野島伸司 | 山崎雄太   | 山崎雄太   | 張丹妮、                                                          | 3月9日         |
| 第10回 |          | 告白           | 野島伸司 | 小室裕一郎 | 小室裕一郎 | 西谷泰史、山崎淳、小林麻衣子、 張丹妮、鄧佳湄、本吉晃子           | 3月16日        |
| 第11回 |          | 成熟的稚氣     | 野島伸司 | 八木充     | 八木充     | 助川裕彦、川妻智美、西谷泰史 山崎淳、小林麻衣子、張丹妮、高橋尚矢 | 3月23日        |
| 第12回 |          | 不敗的戰士     | 野島伸司 | 米森雄紀   | 米森雄紀   | 、高橋沙妃、山崎淳、小林麻衣子 助川裕彦、張丹妮、小田景門、山口萌 | 3月30日        |
| 特別篇 |          | 我的第一優先   | 野島伸司 | 若林信     | 若林信     | 高橋沙妃、、山崎淳                                                | 6月29日        |

## 播放平台
日本深夜動畫：下文記載的日本国内播放時間使用日本標準時間（UTC+9）表示。因為部分時間标识會採用30小时制，因此請留意这类超过24:00的时间，其實際播放時間為翌日清晨。
| 播放日期               | 播放時間                                                  | 播放電視台   | 對象地域       | 備註                           |
| ---------------------- | --------------------------------------------------------- | ------------ | -------------- | ------------------------------ |
| 2021年1月12日－3月30日 | 週二 25:29－25:59                                         | 日本電視台   | 關東廣域圈     | 製作参加 / 「AnichU」時段第1部 |
| 2021年1月12日－4月6日  | 週二 26:34－27:04                                         | 札幌電視台   | 北海道         |                                |
| 2021年1月13日－3月31日 | 週三 25:00－25:30                                         | BS日本       | 日本全域       | BS放送 / 「」時段              |
| 2021年1月14日－4月1日  | 週四 25:29－25:59                                         | 山口放送     | 山口縣         |                                |
|                        | 週四 25:37－26:07（第1話） 周六 25:59－26:29（第2話以後） | 中京電視台   | 中京廣域圈     | 「CHUKUO ANIME」時段           |
|                        | 週四 25:39－26:09                                         | 宮城電視台   | 宮城縣         |                                |
|                        | 週四 26:10－26:40                                         | 福岡放送     | 福岡縣         |                                |
| 2021年1月16日－4月10日 | 週六 25:25－25:55                                         | 南海放送     | 愛媛縣         |                                |
| 2021年1月18日－4月5日  | 週一 25:59－26:29                                         | 讀賣電視台   | 近畿廣域圈     | 「MANPA」時段第1部             |
|                        | 週一 26:05－26:35                                         | 日本海電視台 | 鳥取縣、島根縣 |                                |
| 2021年1月20日－4月7日  | 週三 25:34－26:04                                         | 金澤電視台   | 石川縣         |                                |
| 2021年1月22日－4月9日  | 週五 25:56－26:26                                         | 青森放送     | 青森縣         |                                |

| 播放開始日    | 播放時間        | 播放網站 |
| ------------- | --------------- | --- |
| 2021年1月12日 | 週二 24:00 更新 | d Anime Store Hulu |
| 2021年1月13日 | 週三 12:00 更新 | J:COM On Demand TELASA 光TV milplus FOD Niconico あにてれ Paravi U-NEXT 萬代頻道 Amazon Prime Video Google Play Rakuten TV TSUTAYA TV Video Market DMM.com GYAO! Store music.jp COCORO VIDEO HAPPY!動画 Movie Full Plus 日TV無料 TVer GYAO! |

## 藍光、DVD
| 卷數 | 發售日期      | 收錄話數      | 規格編號   | 規格編號   |
| 卷數 | 發售日期      | 收錄話數      | 藍光限定版 | DVD限定版  |
| ---- | ------------- | ------------- | ---------- | ---------- |
| 1    | 2021年3月24日 | 第1話－第4話  | ANZX-15131 | ANZB-15131 |
| 2    | 2021年5月26日 | 第5話－第8話  | ANZX-15133 | ANZB-15133 |
| 3    | 2021年8月25日 | 第9話－第12話 | ANZX-15135 | ANZB-15135 |

## 外部連結
- 官方网站（日語）
- 奇蛋物语的X（前Twitter）（日語）
- 片尾曲《Life is Cider》音樂影片 - YouTube
- 【試片】《奇蛋物語》細膩作畫呈現的非現實世界 野島伸司編劇原創動畫 - 巴哈姆特電玩資訊站